# Pandaka pusilla
Pandaka pusilla és una espècie de peix de la família dels gòbids i de l'ordre dels perciformes.

## Morfologia
- Els mascles poden assolir 1,7 cm de longitud total i les femelles 1,55.[4][5]

## Hàbitat
És un peix de clima tropical i demersal.

## Distribució geogràfica
Es troba al Pacífic occidental central: Indonèsia i les Filipines.

## Observacions
És inofensiu per als humans.